# フラクシオジャパン
株式会社フラクシオジャパン（英称：Flaxio Japan, Inc.) は日本の国際ビジネスを支援するグローバルウェブコンサルティング会社。
イギリスの翻訳会社Flaxio Ltd.の日本法人である。
本社は東京都渋谷区東に所在する。代表取締役社長は、杉山達朗。モットーは、「世界の日本」であり続けるために。

## 沿革
- 2005年 7月翻訳会社Tokyo Associates, Inc.をアメリカデラウェア州に設立。
- 2005年10月東京渋谷区に日本駐在員事務所を設立。
- 2005年12月フランス・シャンベリーに営業所を設立。
- 2006年11月イギリスの翻訳会社Flaxio Ltd.と吸収合併、100%子会社となる。
- 2007年 9月Flaxio Ltd.の出資により、日本法人設立。
- 2008年 1月ブログ向け広告ネットワーク adspot.jp　を開始。

## 関連会社
- Tokyo Associates, Inc. (連邦会社納税者番号（EIN番号）20-3167378)
- Flaxio Ltd. （イギリス会社番号　6067909）

## 特筆事項
- 週刊観光経済新聞 第2464号（4月18日発行）10面に掲載 「HP翻訳サービス開始・ホテル旅館向けに」